# Campeonato Sudamericano 1927
Die Campeonato Sudamericano von 1927 war die 11. Ausspielung der südamerikanischen Kontinentalmeisterschaft im Fußball und fand vom 30. Oktober bis 27. November zum ersten Mal in Peru statt. Obwohl in diesem Jahr Peru als siebtes Land der CONMEBOL beigetreten war und dieses Turnier auch gleichzeitig als Südamerika-Qualifikation für das olympische Fußballturnier von 1928 in Amsterdam galt, nahmen nur vier Mannschaften an dieser Meisterschaft teil. Brasilien, Chile und Paraguay blieben diesem Fußballturnier fern.
Die Meisterschaft wurde wieder im Ligasystem (Jeder gegen Jeden) ausgetragen. Bei Punktgleichheit auf dem ersten Platz war ein Entscheidungsspiel vorgesehen. Alle Spiele wurden in Lima im Estadio Guadalupe ausgetragen. Das Stadion fasste damals knapp 30.000 Zuschauer.
Südamerikameister im Jahre 1927 wurde zum dritten Mal Argentinien. Argentinien und Uruguay qualifizierten sich für das olympische Fußballturnier.

## Spielergebnisse
|                   |   |             |           |
| 30. Oktober 1927  |   |             |           |
| Argentinien       | – | Bolivien    | 7:1 (5:1) |
| 1. November 1927  |   |             |           |
| Peru              | – | Uruguay     | 0:4 (0:0) |
| 6. November 1927  |   |             |           |
| Uruguay           | – | Bolivien    | 9:0 (3:0) |
| 13. November 1927 |   |             |           |
| Peru              | – | Bolivien    | 3:2 (3:2) |
| 20. November 1927 |   |             |           |
| Uruguay           | – | Argentinien | 2:3 (1:0) |
| 27. November 1927 |   |             |           |
| Peru              | – | Argentinien | 1:5 (1:5) |

| Pl. | Land        | Sp. | S | U | N | Tore    | Diff. | Punkte |
| --- | ----------- | --- | - | - | - | ------- | ----- | ------ |
| 1.  | Argentinien | 3   | 3 | 0 | 0 | 015:400 | +11   | 06:0   |
| 2.  | Uruguay     | 3   | 2 | 0 | 1 | 015:300 | +12   | 04:20  |
| 3.  | Peru        | 3   | 1 | 0 | 2 | 004:110 | −7    | 02:40  |
| 4.  | Bolivien    | 3   | 0 | 0 | 3 | 003:190 | −16   | 0:60   |

## Beste Torschützen
| Rang | Spieler              | Tore |
| ---- | -------------------- | ---- |
| 1    | Alfredo Carricaberry | 3    |
|      | Segundo Luna         | 3    |
|      | Roberto Figueroa     | 3    |
|      | Héctor Scarone       | 3    |
|      | Pedro Petrone        | 3    |
| 6    | Manuel Ferreira      | 2    |
|      | Juan Maglio          | 2    |
|      | Humberto Recanatini  | 2    |
|      | Manuel Seoane        | 2    |
|      | José Bustamante      | 2    |
|      | Héctor Castro        | 2    |
|      | Antonio Sacco        | 2    |

## Mannschaftsaufgebote
Argentinien
Octavio Juan Díaz (Torwart, CA Boca Juniors), Ángel Bossio (Torwart, Talleres Buenos Aires), Ludovico Bidoglio (CA Boca Juniors), Alfredo Carricaberry (CA San Lorenzo de Almagro), Juan Evaristo (Sportivo Palermo Buenos Aires), Manuel Ferreira (Estudiantes de La Plata), José Hipólito Fossa (CA San Lorenzo de Almagro), Segundo Luna (Liga Cultural Santiago del Estero), Juan Maglio (CA San Lorenzo de Almagro), Luis Felipe Monti (CA San Lorenzo de Almagro), Pedro Ochoa-Baigorri (Racing Club), Raimundo Orsi (CA Independiente), Humberto Juan Recanatini (Sportivo Almagro) (c), Manuel Seoane (CA Independiente), Adolfo Zumelzú (Sportivo Palermo Buenos Aires)
Trainer: José Lago Millán

Argentinien durfte sich über seinen dritten Südamerikameistertitel freuen. Die Entscheidung fiel erwartungsgemäß im Duell gegen Uruguay, das bei einer „Copa“ bisher nur einmal besiegt werden konnte. Und in diesem Duell sah es lange Zeit nicht gut aus: Zur Pause lag die Mannschaft mit 0:1 im Hintertreffen und fünf Minuten vor dem Ende stand es immer noch 2:2, was für Argentinien aller Wahrscheinlichkeit nach nicht gereicht hätte, dann erlöste ein Eigentor des uruguayischen Verteidigers Canavassi die „Gauchos“. Der Titelgewinn war nun den Argentiniern nicht mehr zu nehmen. Das Duell Uruguay – Argentinien war übrigens das erste Spiel bei der Copa América, das nicht von einem Südamerikaner geleitet wurde; Schiedsrichter war der Engländer David Thurner.
 Uruguay
Miguel Capuccini (Torwart, Montevideo Wanderers), Andrés Mazzali (Torwart, Nacional Montevideo), José Leandro Andrade (Nacional Montevideo), Juan Peregrino Anselmo (Peñarol Montevideo), Juan Pedro Arremón (Peñarol Montevideo), Venancio Bartibás (Central), Ramón Bucetta (Nacional Montevideo), Adhemar Canavessi (Bella Vista), Héctor Castro (Nacional Montevideo), Santiago Celsi (Defensor Sporting), Lorenzo Fernández (Capurro), Roberto Figueroa (Montevideo Wanderers), Pedro Petrone (Nacional Montevideo), Antonio Sacco (Peñarol Montevideo), Héctor Scarone (Nacional Montevideo) (c), Domingo Tejera (Montevideo Wanderers), José Vanzzino (Nacional Montevideo)
Trainer: Luis Grecco

Uruguay durchlebte bei diesem Turnier ein Wechselbad der Gefühle. Zunächst der bis dato höchste „Copa“-Sieg aller Zeiten mit 9:0 gegen Bolivien und dann das unglückliche und entscheidende Eigentor im Duell mit Argentinien. So blieb den „Urus“ in diesem Jahr nur die Vizemeisterschaft. Immerhin blieb ihnen der Trost der Olympiaqualifikation und dort nahmen sie ein Jahr später Revanche im olympischen Finale, wo sie die Argentinier im Wiederholungsspiel mit 2:1 besiegten und die Goldmedaille gewannen.
 Peru
Jorge Pardón (Torwart), Segundo Aranda, Lipo Basurto, Esteban Danino, Filomene García, José María Lavalle, Antonio Maquilón, Alberto Montellanos, Carlos Moscoso, Rodolfo Muro, Demetrio Neyra, Alfonso Saldarriaga, Jorge Sarmiento, Daniel Ulloa, Alejandro Villanueva
Trainer: Pedro Olivieri (Uruguay)

Peru zeigte als „Copa“-Neuling (das Spiel gegen Uruguay war auch das erste Länderspiel Perus) im eigenen Land die erwartete Leistung. Gegen die „Großen“ hatte man zwar noch keine Chance, aber immerhin reichte es zu einem Sieg gegen Nachbar Bolivien, und dies immerhin nach 0:2-Rückstand. Damit konnten sich die Peruaner zumindest über einen dritten Platz freuen.
 Bolivien
Jesús Bermúdez (Torwart), Mario Alborta, José Bustamante, Casiano Chavarría, Diógenes Lara, N. Malpartida, Rafael Méndez, Froilán Pinilla, Armando Renjel, Renato Sáinz, Carlos Soto, Jorge Soto, José Toro
Trainer: Jorge Luis Valderrama

Bolivien enttäuschte erneut auf ganzer Linie. Das Team musste wie vor einem Jahr erneut Lehrgeld zahlen. Die 0:9-Niederlage gegen Uruguay bedeutete damals „Copa“-Rekord. Die Bolivianer zogen daraus die Konsequenzen und verzichteten für die kommenden 18 Jahre auf eine Teilnahme an der Südamerikameisterschaft. Erst 1945 sollten sie wieder dabei sein.